# Temple (serial)
Temple este un serial de televiziune dramatic, polițist și medical. Creat de către Mark O'Rowe, serialul este bazat pe drama norvegiană Valkyrien și a avut premiera pe 13 septembrie 2019 pe Sky One. În rolurile principale joacă Mark Strong, Carice Van Houten și Daniel Mays.
Pe 1 noiembrie 2019, Sky a reînnoit Temple pentru un al doilea sezon.

## Sinopsis
Într-un labirint de tuneluri abandonate de serviciu de sub stația de metrou Temple, Daniel Milton (Mark Strong), un chirurg foarte respectat, operează ilegal o clinică medicală care tratează criminali și alți pacienți disperați care nu pot sau nu vor să ceară ajutor de la instituțiile medicale uzuale. Daniel creează clinica pentru a găsi un leac pentru soția sa, Beth (Catherine McCormack), care suferă de o boală incurabilă. Lee (Daniel Mays), un membru al personalului stației Temple, și Anna (Carice van Houten), cercetătoare medicală, îl ajută în a opera clinica. Serialul se concentrează pe păstrarea secretului și problemele de încredere care apar pe măsură ce clinica tratează pacienți, precum și nevoia de bani a lui Daniel pentru a-și finanța cercetările.

## Actori și personaje

### Actori principali
- Mark Strong ca Daniel Milton, un chirurg genial care este dispus să ofere servicii ilegale de îngrijire medicală pentru a putea finanța îngrijirea soției sale și cercetarea pentru găsirea unui leac pentru boala ei.
- Daniel Mays ca Lee Simmons, angajat al rețelei de transport angajat și „survivalist” care îl ajută pe Daniel în a crea clinica ilegală.
- Carice van Houten ca Anna Willems, cercetătoare în domeniul medical și prietenă a lui Beth, care a avut o aventură cu Daniel și care îl ajută la clinică fără nici o tragere de inimă.
- Catherine McCormack ca Beth Milton, soția lui Daniel și cercetătoare în domeniul medical, om de știință, care suferă de o boală incurabilă.
- Lily Newmark ca Eve Milton, fiica de 19 ani a lui Daniel și Beth, care studiază la universitate.
- Tobi King Bakaray ca Jamie Harris, un jefuitor de bănci fugar.
- Wunmi Mosaku ca Mercy King, mama jefuitorului de bănci Sebastian King.
- Craig Parkinson ca Keith Sullivan, un criminal și fost iubit al lui Mercy King.
- Chloe Pirrie ca DI Karen Hall.
- Ryan McKen ca DI Rob Moloney.
- Siena Kelly ca Michelle Wilson, prietena însărcinată a lui Jamie.
- Claire Rushbrook ca Gloria Wilson, mama lui Michelle.

### Actori recurenți
- Theo Solomon ca Sebastian Rege, un jefuitor de bănci.
- Kate Dickie ca Eleanor, șefa lui Beth și Anna.
- Anamaria Marinca ca Suzanna, membru al personalului la spital care devine pacient al clinicii ilegale.
- Turlough Convery ca Simon Reynolds.
- Mark Bazeley ca Michael Chander, coleg și prieten de-al lui Daniel.
- Sam Hazeldine ca Jack Stanford, iubitul Annei.
- Steffan Rhodri ca Jeremy, mangerul lui Lee.
- Jan Bijvoet ca Clive.
- Johann Myers ca Nick.

## Difuzare
Pe 13 februarie 2020, Temple a fost achiziționat în SUA de furnizorul de cablu Charter Communications prin intermediul Spectrum Originals. În Canada, seria a fost achiziționată de Showcase.